# Walter H. Gottschalk
Walter Helbig Gottschalk (* 3. November 1918 in Lynchburg, Virginia; † 15. Februar 2004 in Providence, Rhode Island)  war ein US-amerikanischer Mathematiker, der sich mit topologischer Dynamik befasste.
Gottschalk war der Sohn eines deutschen Einwanderers, der einen kleinen Laden besaß, und wuchs in Salem auf. Er studierte an der University of Virginia mit dem Bachelor-Abschluss 1939, dem Master-Abschluss 1942 und der Promotion bei Gustav Hedlund 1944 (An Investigation of Continuous Mappings with Almost Periodic Properties). Danach war er Instructor und später Professor an der University of Pennsylvania, an der er 1955 bis 1958 der Mathematik-Fakultät vorstand. 1963 wurde er Professor an der Wesleyan University, an der er 1964 bis 1969 und 1970/71 der Mathematik-Fakultät vorstand und 1982 emeritierte.
Er ist bekannt für seine Monographie mit Hedlund über topologische Dynamik, die dieses Forschungsfeld mit begründete. 1951 gab er einen neuen Beweis des Graphenfärbungssatzes von Paul Erdős und Nicolaas Govert de Bruijn (jeder unendliche Graph ist genau dann mit k Farben färbbar falls das für alle seine endlichen Untergraphen gilt) 1973 führte surjunktive Gruppen ein (definiert über zelluläre Automaten).
1947/48 war er am Institute for Advanced Study. 1960/61 forschte er an der Yale University. Er war Fellow der American Association for the Advancement of Science.
Er war seit 1952 verheiratet und hatte zwei Kinder. Er fertigte auch mathematische Skulpturen (Polyeder) an und stellte sie aus (Franklin Institut in Philadelphia 1963, Davison Art Centre der Wesleyan University 1965).
Sein jüngerer Bruder Carl (1922–1997) war Mediziner, Nierenspezialist und Professor an der University of North Carolina.

## Schriften
- mit Gustav Hedlund: Topological Dynamics. AMS Colloquium Publications, 1955